# Endasys aurantifex
Endasys aurantifex är en stekelart som beskrevs av Luhman 1990. Endasys aurantifex ingår i släktet Endasys och familjen brokparasitsteklar. Inga underarter finns listade i Catalogue of Life.